# Jiangdong
Pour les articles homonymes, voir Jiangdong (homonymie).
 (février 2025).
Si vous disposez d'ouvrages ou d'articles de référence ou si vous connaissez des sites web de qualité traitant du thème abordé ici, merci de compléter l'article en donnant les références utiles à sa vérifiabilité et en les liant à la section « Notes et références ».
Le Jiangdong, qui signifie littéralement « à l'est de la rivière »  est le nom d'une région située au sud-est de la Chine. Plus précisément situé au sud-est du Yangzi, au sud de l'actuelle province du Jiangsu et au nord de celle du Zhejiang. 
Historiquement, le terme Jiangdong était une désignation alternative pour le royaume de Wu durant l'époque des Trois Royaumes. Les deux termes font référence au sud de la Chine, mais Jiangdong souligne l'aspect géographique alors que Wu met plutôt l'accent sur la tradition pré-dynastie Han de la région. 
Le célèbre stratège Sun Tzu y était né, ainsi que Sun Jian et plusieurs membres de la famille Sun. Il fut le point de départ du royaume de Wu. Sun Ce en fit la conquête, battant notamment les seigneurs de guerre Liu Yao, Yan Baihu et Wang Lang, qui occupaient le territoire.